# Batalla de Llanos de Santa Juana
La batalla de Llanos de Santa Juana fue una acción militar de la guerra de Independencia de México, efectuada el 12 de julio de 1811, en los Llanos de Santa Juana, Colima. Los insurgentes comandados por el general José Calixto Martínez y Moreno, alias "Cadenas", fueron derrotados ante las fuerzas realistas del coronel Manuel del Río. Pese a esta derrota, los jefes insurgentes Ignacio Sandoval y Miguel Gallaga logran por fin el día 16 de julio la toma de Colima. Las pérdidas insurgentes en esta batalla fueron de 300 soldados, entre población civil que había tomado las armas. 